# Mantispa gillavryna
Mantispa gillavryna is een insect uit de familie van de Mantispidae, die tot de orde netvleugeligen (Neuroptera) behoort. 
Mantispa gillavryna is voor het eerst wetenschappelijk beschreven door Navás in 1926.